# Kapusteanka, Bârzula
Kapusteanka (în ucraineană Капустянка) este un sat în comuna Savran din raionul Bârzula, regiunea Odesa, Ucraina.

## Demografie
Componența lingvistică a localității Kapusteanka
     Ucraineană (92,09%)
     Română (4,49%)
     Rusă (2,56%)
     Alte limbi (0,21%)
Conform recensământului din 2001, majoritatea populației localității Kapusteanka era vorbitoare de ucraineană (92,09%), existând în minoritate și vorbitori de română (4,49%) și rusă (2,56%).